# 1988 en Nouvelle-Calédonie
- 1960
- 1970
- années 1980
  - 1980
  - 1981
  - 1982
  - 1983
  - 1984
  - 1985
  - 1986
  - 1987
  - 1988
  - 1989
- 1990
- 2000
- 2010
- 2020

Cet article présente les faits marquants de l'année 1988 en Nouvelle-Calédonie.

## Événements

### Janvier
- 12-13 janvier : cyclone « Anne » (966 hPa enregistrés à Poindimié) : très fortes précipitations (713 mm en 24 h à Goro) causant de violentes inondations, deux morts par noyade, la destruction de nombreuses cultures et habitations légères et nécessitant 1000 interventions de « Eaux et Électricité de Calédonie » (EEC) en trois jours.
- 22 janvier : « Statut Pons II » : accentue l'autonomie du Territoire par la création d'un Conseil exécutif dont le président est élu par les membres du Congrès et composé des présidents des conseils de Régions et 5 membres élus par le Congrès à la proportionnelle sur scrutin de liste. Nouveau découpage des 4 Régions comme suit : Est, Ouest, Sud et Îles.

### Février
- 19-23 février : incidents à Tiéti, sur le territoire de la commune de Poindimié : 10 gendarmes sont pris en otages puis relâchés. 15 militants indépendantistes sont arrêtés.
- 15 mars : après le rejet par une large majorité de suffrage exprimé et également une majorité des inscrits de l'indépendance au référendum d'autodétermination, le RPCR estime la revendication indépendantiste close et demande la dissolution du FLNKS.

### Avril
- 2 avril : pour protester contre le « statut Pons II », le FLNKS décide le boycott actif du premier tour de l'élection présidentielle et des élections régionales du 24 avril.
- 22 avril : Attaque par des indépendantistes de la gendarmerie de Fayaoué sur l'île d'Ouvéa : début de la prise d'otage d'Ouvéa. Quatre gendarmes sont tués, 27 pris en otages. Des incidents ont lieu sur tout le Territoire, notamment à Canala, dont la gendarmerie fait l'objet d'un assaut repoussé. Les familles des gendarmes sont évacuées le lendemain vers Nouméa par la 3e compagnie du 2e régiment d'infanterie de marine, déployée à Négropo.
- 23 avril : le FLNKS expose trois conditions à la libération des otages : l’annulation des élections régionales, le retrait des forces de l’ordre de l’île et la nomination d’un médiateur.
- 24 avril : Élections des conseils de Région et donc du Congrès du Territoire. Les indépendantistes ayant boycotté le scrutin, le RPCR remporte la présidence des 4 Régions (Jacques Lafleur dans le Sud, Harold Martin à l'Ouest, Henri Wetta à l'Est et Simon Loueckhote dans les Îles), du Congrès (Albert Etuvé) et du Conseil exécutif (Dick Ukeiwé). Le premier tour de l'élection présidentielle a lieu le même jour : lui aussi boycotté par les indépendantistes, Jacques Chirac y obtient 74,67 % des suffrages exprimés. François Mitterrand ne réunit que 4,98 % et arrive ainsi en quatrième position, derrière Jean-Marie Le Pen (12,93 %) et Raymond Barre (6,13 %).
- 25 avril : les 11 otages d'Ouvéa qui avaient été emmenés vers le Sud sont libérés. En échange, six membres du GIGN acceptent d'être pris en otage volontaires. Le même jour, l'île d'Ouvéa est interdite aux journalistes, tandis que le ministre Bernard Pons arrive sur le Territoire avec des renforts de gendarmerie.
- 28 avril : arrivée d'éléments des Forces Spéciales
- 30 avril : débarquement de fusiliers marins sur la Grande Terre.

### Mai
- 5 mai : « Opération Victor » : dans un contexte électoral particulier (on est alors entre les deux tours de l'élection présidentielle), libération par un commando, composé de militaires du GIGN, du 11e Choc et du commando Hubert, des otages de la grotte de Gossanah à Ouvéa et mort des militants indépendantistes qui les retenaient (19 en tout) et de deux militaires, fin de la prise d'otage d'Ouvéa.
- 8 mai : deuxième tour de l'élection présidentielle : après l'électrochoc de l'opération Victor, et face à un nouveau boycott des indépendantistes, Jacques Chirac obtient 90 % des suffrages exprimés néo-calédoniens, contre 10 % à François Mitterrand qui est toutefois réélu sur le plan national. Le même jour ont lieu les obsèques des 19 morts indépendantistes à Ouvéa.
- 10 mai : Michel Rocard est nommé Premier ministre, Louis Le Pensec ministre des DOM-TOM. Le PCF demande l'ouverture d'une enquête parlementaire sur l'opération Victor, tandis que les 29 inculpés de l'affaire d'Ouvéa sont transférés à Paris.
- 15 mai : le nouveau premier ministre, Michel Rocard, désigne une mission de dialogue pour préparer des négociations en vue de ramener la paix en Nouvelle-Calédonie et la confie au préfet Christian Blanc.
- 20 mai : arrivée sur le Territoire de la mission de dialogue.
- 31 mai : ouverture d'une information judiciaire sur les conditions de l'assaut de la grotte d'Ouvéa.

### Juin
- 5 juin : élections législatives, les premières avec le nouveau découpage électoral. Les deux députés RPCR sortants sont réélus au premier tour : Jacques Lafleur dans la 1re circonscription et Maurice Nénou dans la 2e.
- 15 juin : première rencontre entre Jacques Lafleur et Jean-Marie Tjibaou à l'Hôtel Matignon, « poignée de main historique » entre les deux hommes.
- 26 juin : Accord tripartite de Matignon (État - Loyalistes - Indépendantistes) mettant fin aux Évènements.

### Juillet
- 24 juillet : le RPCR accepte l'accord de Matignon, le FLNKS demande des pourparlers complémentaires à sa convention d'Ouvéa.

### Août
- 3 août : 12 prisonniers de l'affaire d'Ouvéa sont libérés.
- 19 août : Accord d'Oudinot (du fait qu'il est signé au ministère de l'Outre-mer, rue Oudinot à Paris) qui vient compléter celui de Matignon, notamment en le précisant sur le corps électoral, le découpage des provinces et l'amnistie. Les deux accords sont réunis sous le nom général d'Accords de Matignon ou encore d'Accords de Matignon-Oudinot.

### Septembre
- 11 septembre : le FLNKS entérine les accords de Matignon-Oudinot à sa convention de Nindiah à Houaïlou. Seule une de ses composantes, le FULK, appelle à voter « non » au référendum sur la question.

### Novembre
- 6 novembre : Référendum sur l'autodétermination en Nouvelle-Calédonie : l'abstention nationale est particulièrement forte (63,11 %), mais le « oui » l'emporte à 80 %. Sur le Territoire, l'abstention s'élève à 36,7 %, le « oui » est voté à 57,03 %, alors que le « non » a été choisi par 67 % des électeurs dans la Région Sud. Le pays gagne un nouveau statut.
- 9 novembre : entrée en vigueur de la loi référendaire qui fixe le nouveau statut : les Régions sont remplacées par trois Provinces (Sud, Nord, Îles Loyauté) et la réunion des trois Assemblées provinciales, élues pour 6 ans, forment le Congrès du Territoire. L'exécutif revient au Haut-Commissaire, assisté d'un Comité consultatif, composé des présidents et vice-présidents des trois provinces et du président ainsi que l'un des vice-présidents du Congrès. À cela il faut ajouter deux conseils spécialisés consultatifs : le conseil économique et social et le conseil consultatif coutumier qui réunit les représentants des huit aires coutumières. Le référendum d'autodétermination doit avoir lieu entre le 1er mars et le 31 décembre 1998.
- 18 novembre : libération de 51 prisonniers Kanak détenus en région parisienne ou à Nouméa, tout contact avec le réseau de soutien et la presse leur est interdit.